# Pracinha
Pracinha – miasto i gmina w Brazylii, w stanie São Paulo. Znajduje się w mezoregionie Presidente Prudente i mikroregionie Adamantina.